# Sleep Number
Sleep Number Corporation (NASDAQ: SNBR

) er en amerikansk producent af madrasser og senge med egne butikker. De har 579 butikker i USA og hovedkvarter i Minneapolis, Minnesota. Sleep Number har 5.515 ansatte i USA.
Robert Walker og JoAnne Walker etablerede virksomheden Select Comfort i 1987.